# کاوون (کالیفرنیا)
کاوون (به انگلیسی: Cowan) یک منطقهٔ مسکونی در ایالات متحده آمریکا است که در شهرستان استانیسلاس، کالیفرنیا واقع شده‌است. کاوون ۰٫۴۰۵ کیلومتر مربع مساحت و ۳۱۸ نفر جمعیت دارد و ۲۲٫۸۶ متر بالاتر از سطح دریا واقع شده‌است.